# Olmeci
Olmecii au fost un popor care a construit o civilizație antică pre-columbiană între anii 1400 și 400 î.Hr. și care trăiau în regiunile joase, mlăștinoase ale Golfului Mexicului și în câmpiile tropicale din sud-centrul Mexicului, aproximativ  unde se găsesc astăzi statele mexicane: Veracruz și Tabasco. Se presupune ca ei au fost prima civilizație americană și că au pus bazele multor civilizații care au urmat.
Atât cât ne putem da seama la ora actuala, marile centre olmece, cum este de pilda La Venta, pot fi descrise ca niște "orașe-cetăți dispersate". Altfel spus, fiecare din entitățile politice se compunea dintr-un centru planificat, comportând terasamente, platforme, edificii piramidale cu sculpturi (altare, stele), ofrande, morminte, totul orientat în raport cu punctele cardinale după o axă nord-sud, cu o deviație de 8º la vest; în apropierea pământurilor cultivate cu porumb se aflau sate sau cătune, ba chiar locuințe izolate.

## Etimologie
Termenul de „olmec” provine de la cuvântul nahuatl: Ōlmēcatl [oːlˈmeːkat͡ɬ] (la singular) sau Ōlmēcah [oːlˈmeːkaʔ] (la plural). Acest cuvânt este compus din două alte cuvinte: ōlli [ˈoːlːi] (care înseamnă „cauciuc”), și mēcatl [ˈmeːkat͡ɬ] (ce înseamnă „oameni”), deci cuvântul compus din ele ar însemna „oamenii de cauciuc” sau „oamenii cauciucului”.
Termenul de „olmeci” apare prima dată în Volumul al XI-lea, în capitolul „Olmeca, Vixtovi, Mixteca”, al Historia general de las cosas de Nueva España, scris de franciscanul Bernardino de Sahagún.

## Religia
Ei venerau zeul Jaguar, devenind astfel cunoscuți sub numele de „Oamenii Jaguarului”.
Multe societăți americane timpurii credeau că, atunci când a fost creată lumea, s-a născut o rasă de ființe jumătate oameni, jumătate jaguari. În civilizația olmecă, aceste ființe erau identificate cu preoții-conducători. Se credea că spiritul zeului Jaguar sălășluia în preoți, ceea ce le conferea putere și agilitate și îi făcea stăpâni peste oameni, așa cum jaguarul era stăpân peste animale. Mai existau și alți zei, printre care se găsea și un șarpe cu clopoței.

## Arta
În cele mai mari orașe ale lor au construit centre ceremoniale cu clădiri publice, temple și sculpturi masive din piatră ale conducătorilor lor. Datorită acestor realizări, cultura olmecă este considerată a fi printre primele mari civilizații ale Americii. 
Primii artiști olmeci au creat mici statui din argilă. Olmecii erau bine cunoscuți pentru figurinele umane, adesea cu fețe de nou-născuți. Mai târziu, au învățat să stăpânească cioplirea pietrei și au produs o gamă variată de obiecte, de la capete masive din piatră   la basoreliefuri la mici sculpturi și bijuterii, folosind materiale precum jadul, serpentinul (o piatră verde sau maronie) și bazaltul.

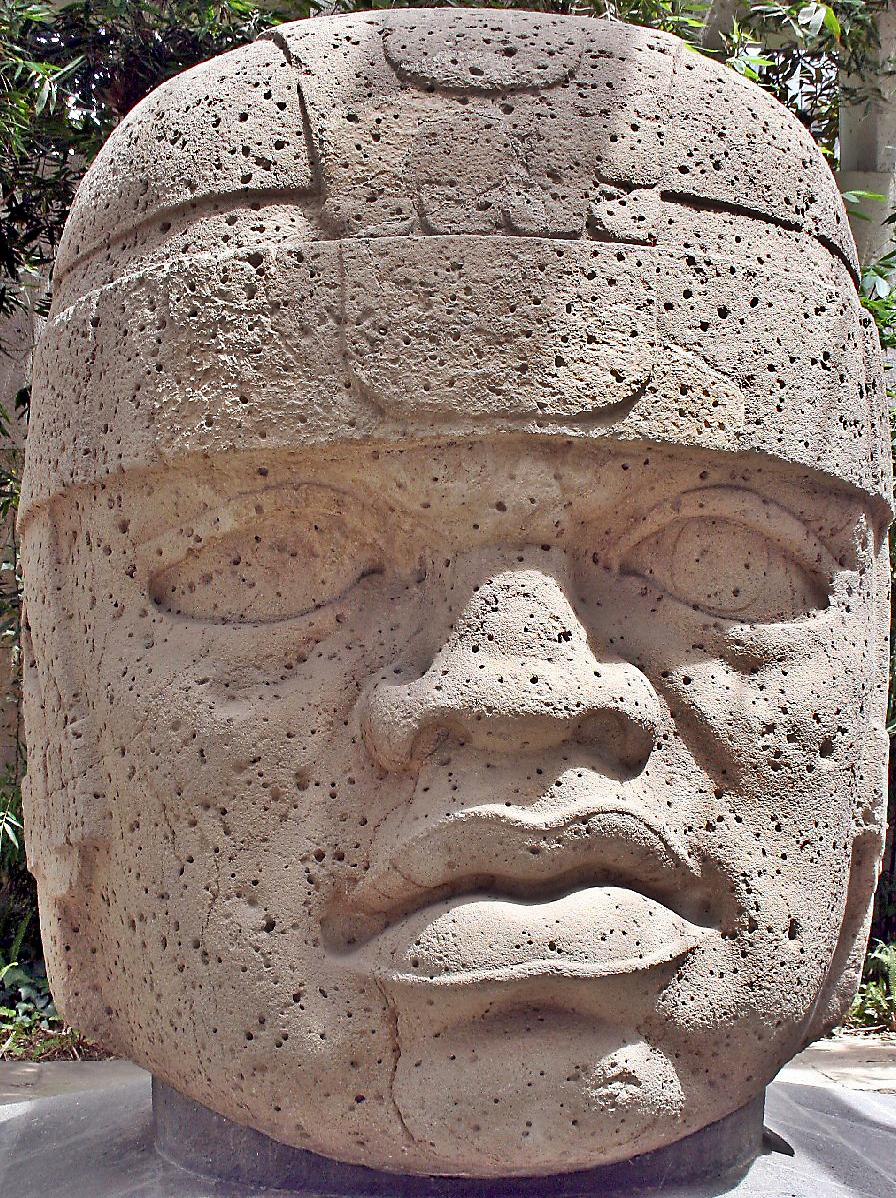
Capul Colosal numărul 1 de la San Lorenzo. O personalitate istorică, probabil un lider olmec, e reprezentată în această sculptură monumentală găsită la San Lorenzo (în Tabasco, Mexic), un principal centru olmec
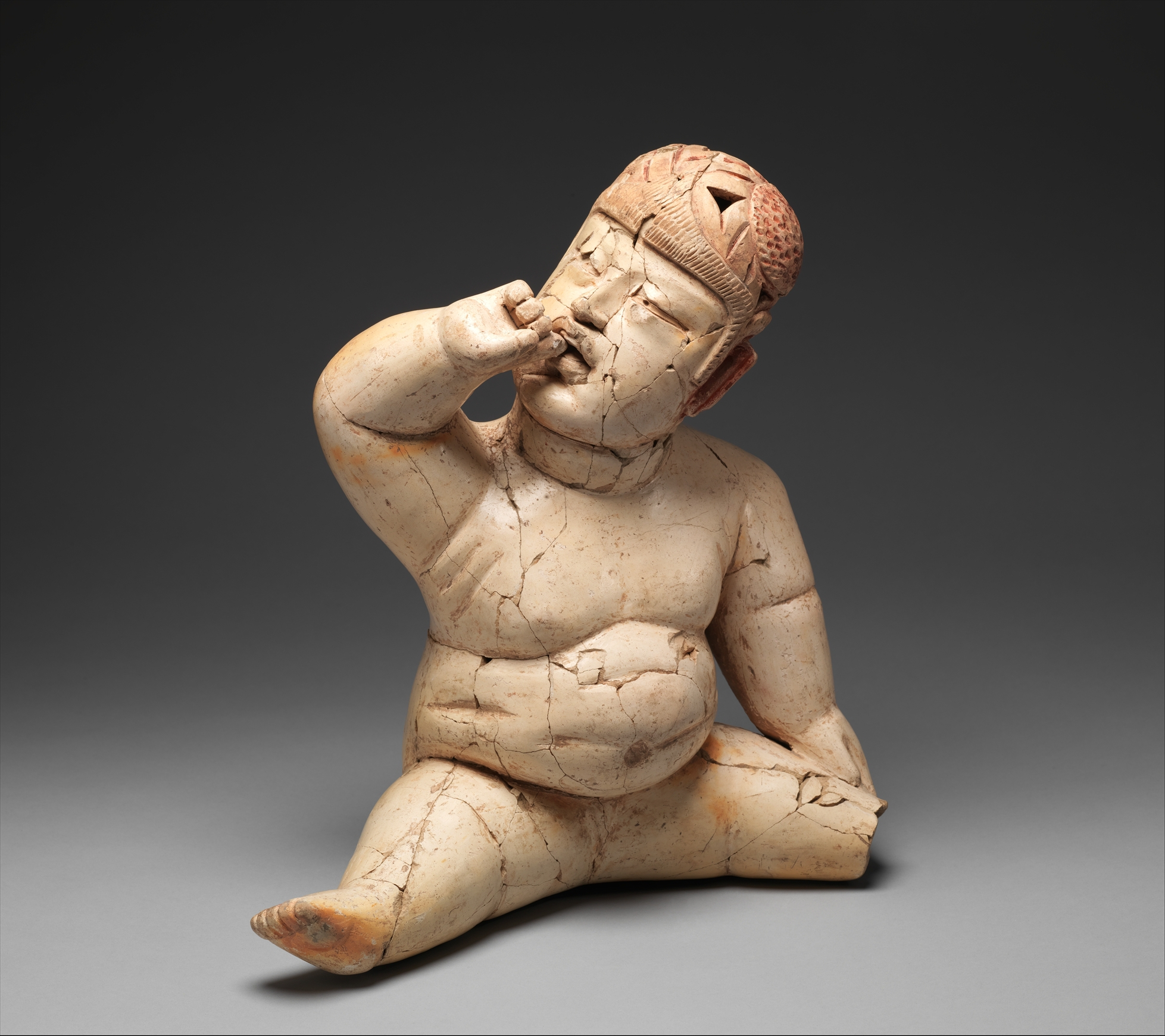
Figurină așezată; circa secolele al XII-lea-al IX-lea î.Hr.; ceramică pictată; înălțime: 34 cm, lățime: 31,8 cm, adâncime: 14,6 cm; Muzeul Metropolitan de Artă (New York City)
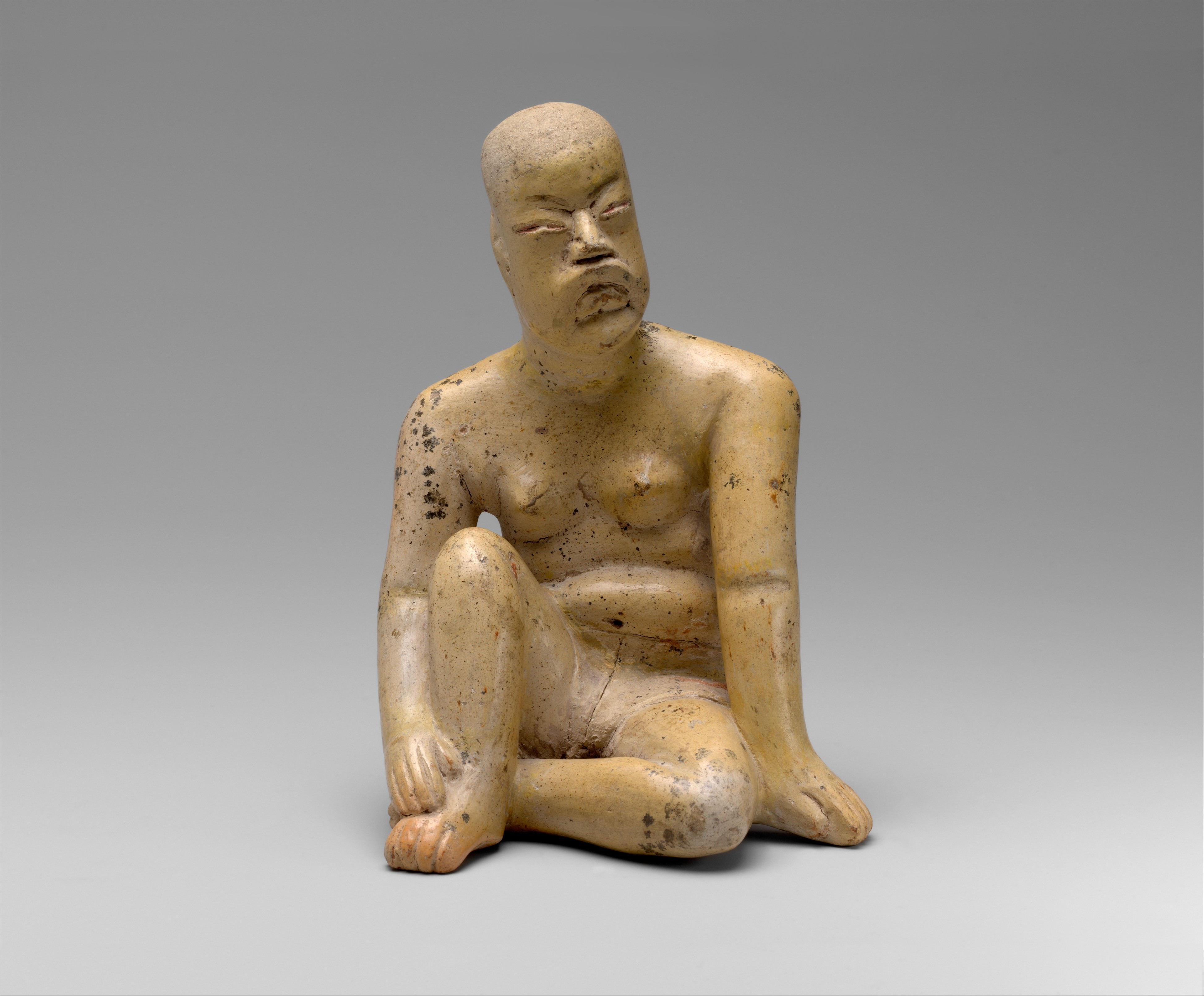
Figurină așezată; circa secolele al XII-lea-al IX-lea î.Hr.; ceramică; înălțime: 14,9 cm, lățime: 8,3 cm, adâncime: 8,6 cm; Muzeul Metropolitan de Artă
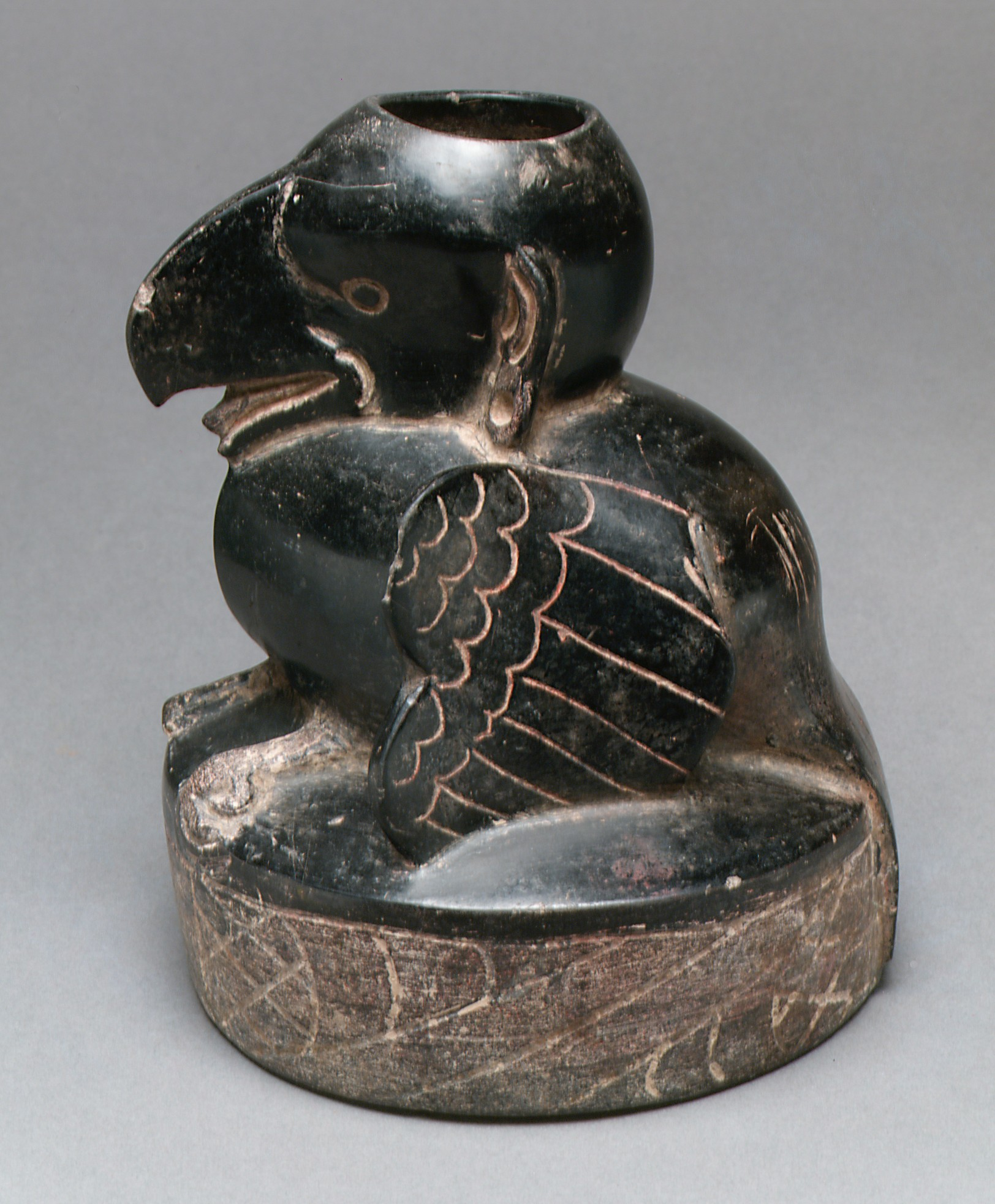
Vas în formă de pasăre; circa secolele al XII-lea-al IX-lea î.Hr.; ceramică; înălțime: 16,5 cm; Muzeul Metropolitan de Artă
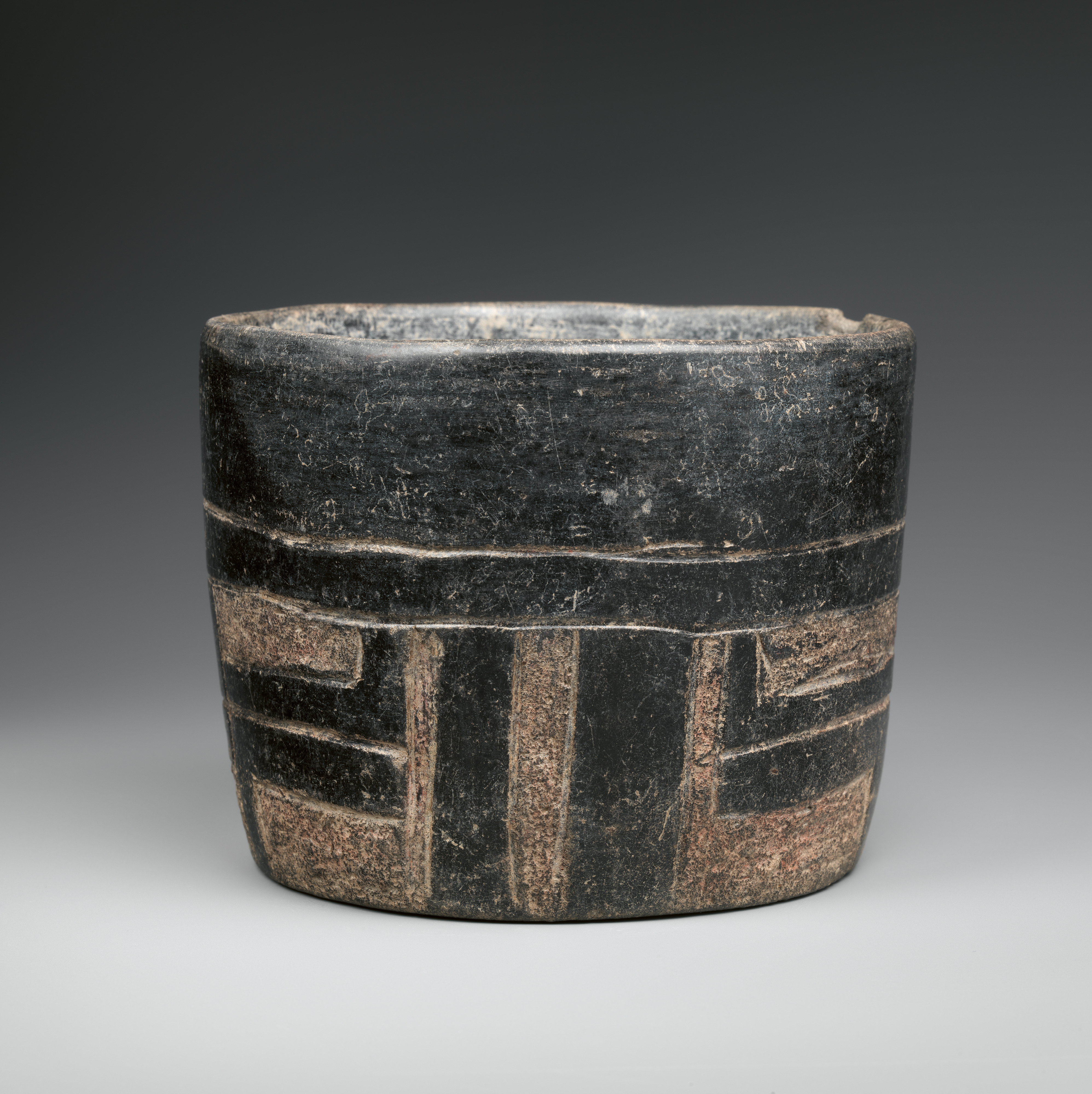
Bol; circa secolele al XII-lea-al XVIII-lea î.Hr.; ceramică; înălțime: 6 cm, diametru: 10,5 cm; Muzeul Metropolitan de Artă
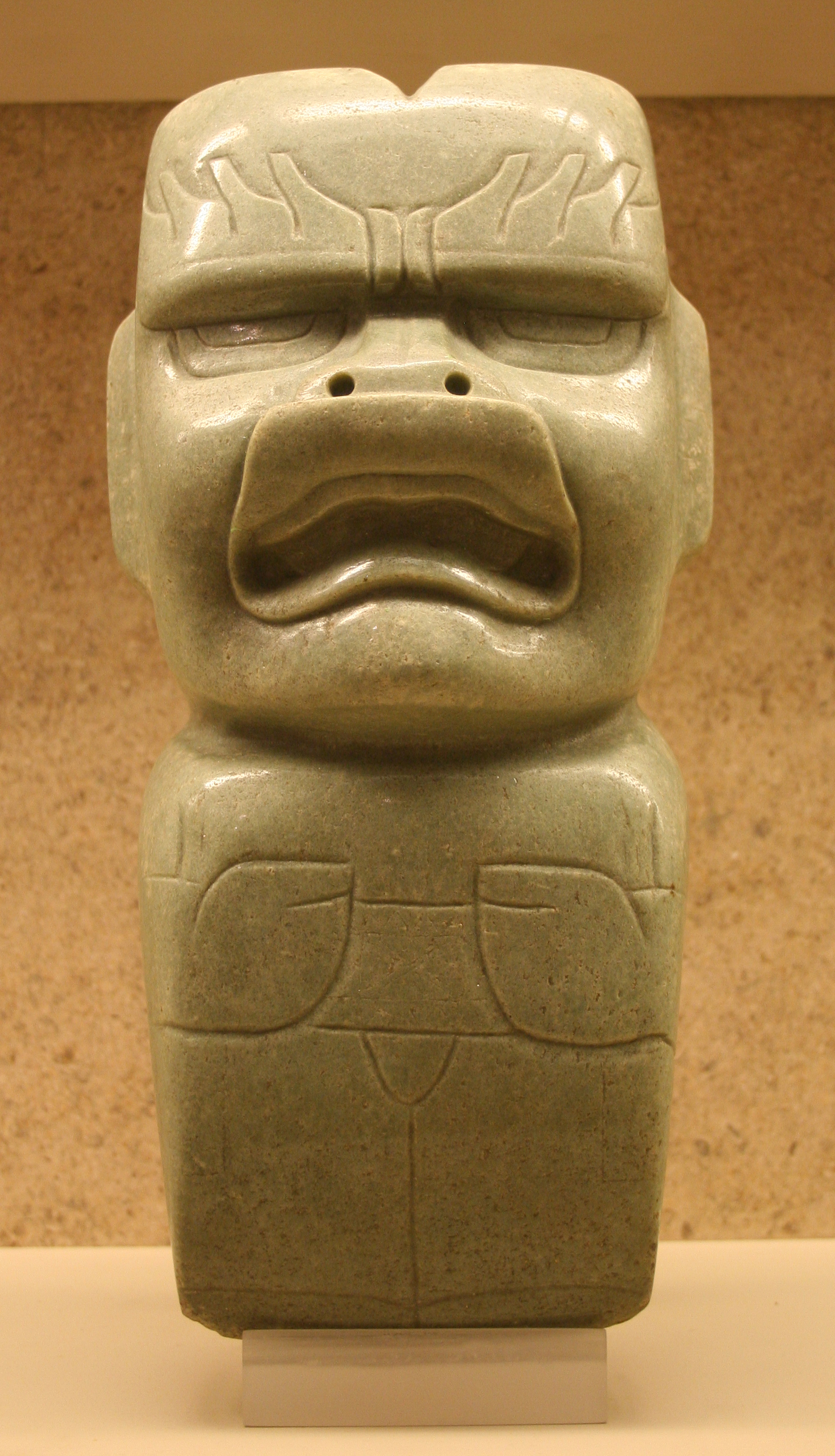
Secure Kunz; 1200–400 î.Hr.; aventurin; înălțime: 29 cm, lățime: 13,5 cm; British Museum (Londra)
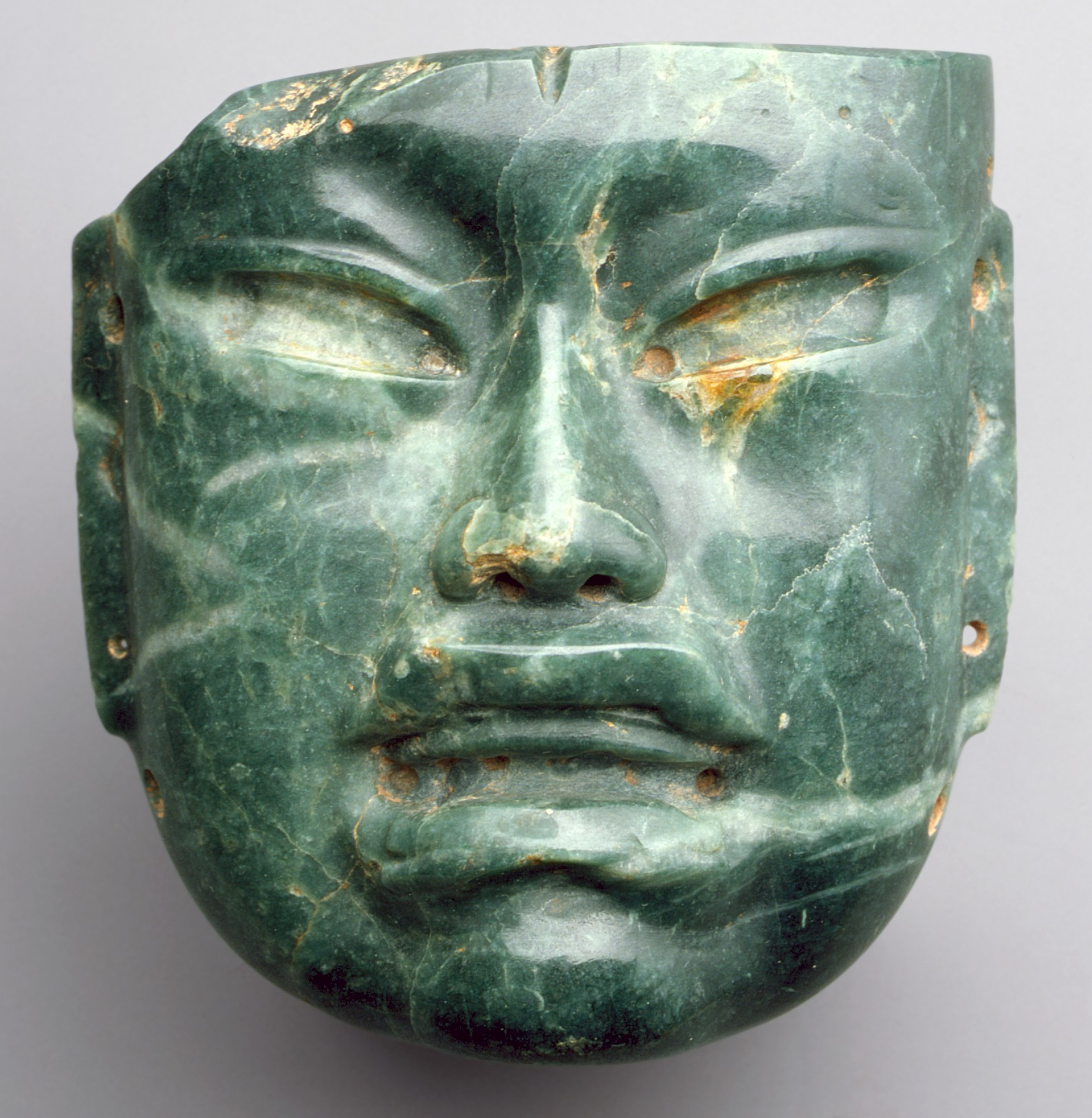
Mască; circa secolele al X-lea-al VI-lea î.Hr.; jadeit; înălțime: 17,1 cm, lățime: 16,5 cm; Muzeul Metropolitan de Artă
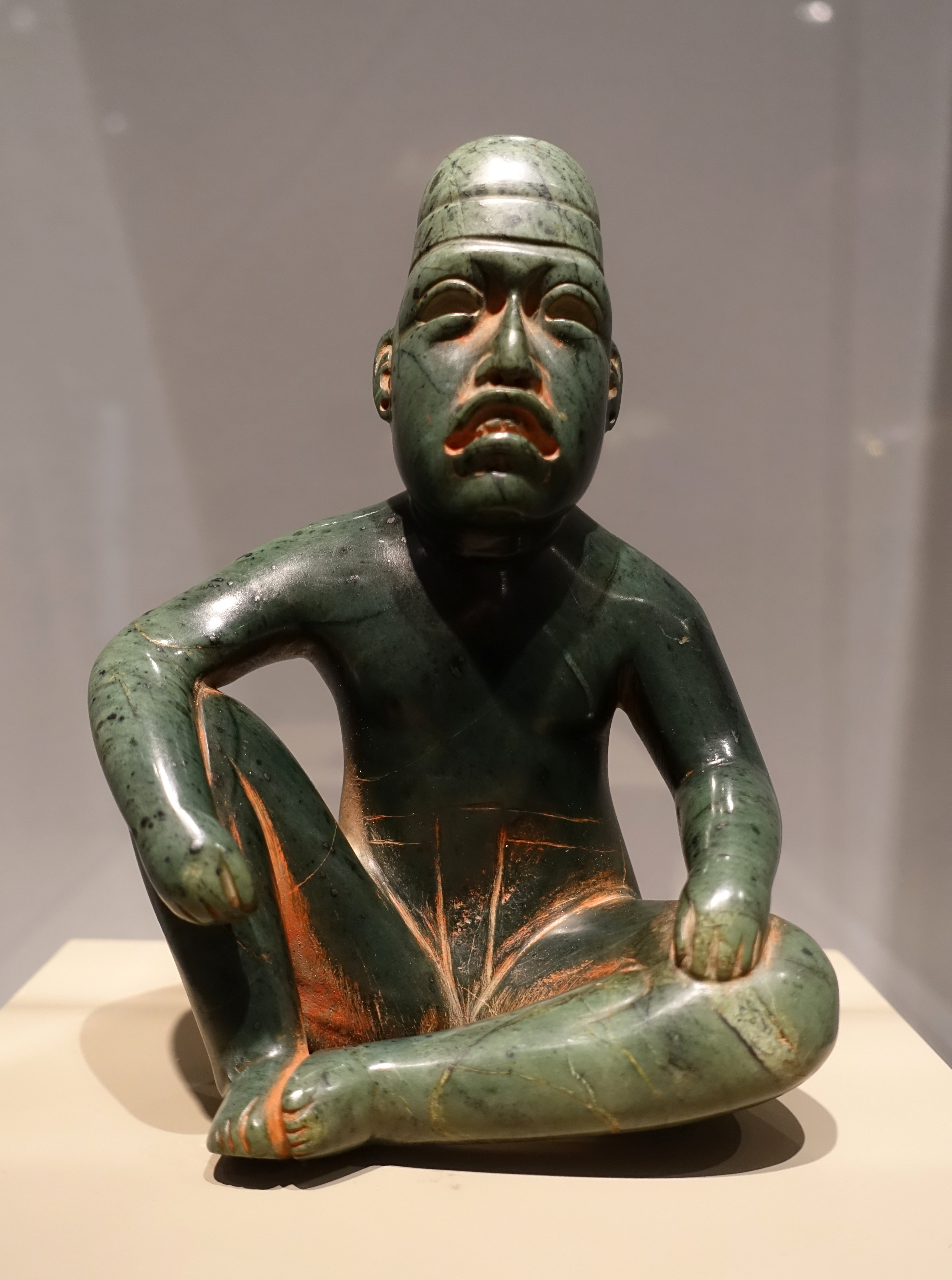
Figurina unui conducător așezat într-o poziție ritualică; circa secolele al IX-lea-al V-lea î.Hr.; serpentin cu cinabru; înălțime: 18,5 cm; Muzeul de Artă din Dallas (Dallas, Texas, SUA)

## Hrana
Olmecii se întrețineau în general din agricultură, nu din vânat, și au început să ducă o viață sedentară. Astfel au putut construi orașe și crea o nouă civilizație. 
Hrana de bază a olmecilor era porumbul, pe care îl foloseau pentru a face o fiertură sau din care făceau turte pe care apoi le coceau. Agricultorii olmeci cultivau, de asemenea, și legume, precum fasolea, dovlecii și roșiile. Pentru a varia această dietă vegetariană, olmecii mâncau carne de căprioară și iepure.